# Frédéric Gounongbe
Frédéric Gounongbe (1 mei 1988) is een voormalig Benins-Belgische voetballer.

## Carrière

### Clubcarrière
Frédéric Gounongbe werd geboren in België als de zoon van een Belgische moeder en een Beninse vader. In 1989 verhuisde hij met zijn gezin naar Senegal, waar zijn vader werkte. In zijn jeugd was hij vooral actief als tennisser. In 2001 keerde Gounongbe terug naar Brussel. Hij leerde er voetballen bij het bescheiden RU Auderghem, waar hij zich aansloot na lang aandringen van een vriend. In het seizoen 2007/08 debuteerde hij bij vierdeklasser Royal Léopold Uccle FC. De grote spits kwam in zijn eerste seizoen in totaal 13 keer in actie. Een jaar later werd hij met 9 doelpunten topschutter van het team. Desondanks eindigde Ukkel in de degradatiezone.
Gounongbe zakte met de Brusselse club naar de provinciale reeksen, maar zette in de zomer van 2009 opnieuw een stap hogerop. Hij verkaste naar derdeklasser KV Woluwe-Zaventem. De linksvoetige aanvaller liet er zich meteen opmerken met 10 goals in zijn eerste seizoen. KVW Zaventem werd dat jaar vierde, maar wist zich niet te plaatsen voor de eindronde. Een jaar later deed de club dat wel. Gounongbe miste toen wel een groot deel van het seizoen door een liesblessure.
In maart 2012 ondertekende de spits een contract voor twee seizoenen bij eersteklasser SV Zulte-Waregem. De club leende hem nog tijdens dezelfde transferperiode uit aan tweedeklasser FC Brussels, dat hem daarna transfervrij overnam. De club ging in 2014 echter failliet, waarop promovendus KVC Westerlo de aanvaller in mei 2014 vastlegde. Het was toenmalig trainer Dennis van Wijk die hard had aangedrongen op de komst van de aanvaller. Gounongbe maakte een verschroeiende start in de Jupiler Pro League: na negen speeldagen had hij al negen keer gescoord, waardoor hij tijdlang de topschuttersstand aanvoerde. Daar bleef het dat seizoen echter bij: Gounongbe scoorde zijn volgende doelpunt voor Westerlo pas op 1 augustus 2015. De Beniner herpakte zich echter, en ook in het seizoen 2015/16 was hij een tijdje in de running voor de topschutterstitel. Uiteindelijk kroonde Jérémy Perbet zich dat seizoen tot topschutter van de Jupiler Pro League.
Op 1 juli 2016 ondertekende Gounongbe een contract van twee seizoenen bij Cardiff City, dat toen uitkwam in de Championship. De aanvaller liep er in november 2016 een scheur in zijn ligamenten op en herstelde daar nooit helemaal van. Hij speelde 15 officiële wedstrijden voor Cardiff City (14 in de competitie, 1 in de EFL Cup), maar na afloop van het seizoen 2017/18 – waarin Cardiff de promotie naar de Premier League forceerde – werd zijn contract niet verlengd. In februari 2019 zette Gounongbe een punt achter zijn spelerscarrière.

### Interlandcarrière
In 2014 maakte hij zijn debuut als international voor de nationale ploeg van Benin. In zijn eerste interland (tegen Sao Tomé en Principe) maakte hij een doelpunt.

## Statistieken
| Seizoen | Club                   | Competitie         | Competitie | Competitie |
| Seizoen | Club                   | Competitie         | Wed.       | Dlp.       |
| ------- | ---------------------- | ------------------ | ---------- | ---------- |
| 2005/06 | RU Auderghem           | Tweede provinciale |            |            |
| 2006/07 | Royal Léopold Uccle FC | Vierde klasse B    | 13         | 0          |
| 2007/08 | Royal Léopold Uccle FC | Vierde klasse B    | 26         | 9          |
| 2008/09 | Royal Léopold Uccle FC | Eerste provinciale |            |            |
| 2009/10 | KV Woluwe-Zaventem     | Derde klasse B     | 23         | 10         |
| 2010/11 | KV Woluwe-Zaventem     | Derde klasse B     | 15         | 6          |
| 2011/12 | KV Woluwe-Zaventem     | Derde klasse B     | 33         | 19         |
| 2012/13 | SV Zulte Waregem       | Eerste klasse      | 0          | 0          |
| 2012/13 | → RWDM Brussels FC     | Tweede klasse      | 28         | 9          |
| 2013/14 | → RWDM Brussels FC     | Tweede klasse      | 18         | 11         |
| 2014/15 | KVC Westerlo           | Eerste klasse      | 17         | 9          |
| 2015/16 | KVC Westerlo           | Eerste klasse      | 28         | 13         |
| 2016/17 | Cardiff City           | Championship       | 11         | 0          |
| 2017/18 | Cardiff City           | Championship       | 3          | 0          |
|         |                        | Totaal             | 215        | 86         |